# Lidgerwood
Lidgerwood és una població dels Estats Units a l'estat de Dakota del Nord. Segons el cens del 2000 tenia 738 habitants.

## Demografia
Segons el cens del 2000, Lidgerwood tenia 738 habitants, 345 habitatges, i 207 famílies. La densitat de població era de 431,7 hab./km².
Dels 345 habitatges en un 21,2% hi vivien nens de menys de 18 anys, en un 47% hi vivien parelles casades, en un 7,2% dones solteres, i en un 40% no eren unitats familiars. En el 36,2% dels habitatges hi vivien persones soles el 23,8% de les quals corresponia a persones de 65 anys o més que vivien soles. El nombre mitjà de persones vivint en cada habitatge era de 2,14 i el nombre mitjà de persones que vivien en cada família era de 2,79.
Per edats la població es repartia de la següent manera: un 20,7% tenia menys de 18 anys, un 5,7% entre 18 i 24, un 23,3% entre 25 i 44, un 20,1% de 45 a 60 i un 30,2% 65 anys o més.
L'edat mediana era de 45 anys. Per cada 100 dones de 18 o més anys hi havia 97 homes.
La renda mediana per habitatge era de 25.887 $ i la renda mediana per família de 29.464 $. Els homes tenien una renda mediana de 25.000 $ mentre que les dones 16.818 $. La renda per capita de la població era de 14.303 $. Entorn del 8,8% de les famílies i el 13,7% de la població estaven per davall del llindar de pobresa.

## Poblacions més properes
El següent diagrama mostra les poblacions més properes.